# 2578 Saint-Exupery
Saint-Exupery (asteroide 2578) é um asteroide da cintura principal, a 2,7172921 UA. Possui uma excentricidade de 0,094937 e um período orbital de 1 900,13 dias (5,21 anos).
Saint-Exupery tem uma velocidade orbital média de 17,18952966 km/s e uma inclinação de 10,57507º.
Este asteroide foi descoberto em 2 de Novembro de 1975 por Tamara Smirnova.
Seu nome é uma homenagem ao aviador e escritor francês Antoine de Saint-Exupéry, autor de O Pequeno Príncipe.